# Adlumia asiatica
Adlumia asiatica, biljka iz porodice makovki. Domaće područje ove vrste je Ruski daleki istok pa do Sjeverne Koreje. To je jednogodišnja ili dvogodišnja biljka penjačica i raste prvenstveno u umjerenom biomu.